# Сероа (язык)
Сероа — мёртвый койсанский язык, на котором в прошлом говорили в ЮАР и Лесото. Название «Сероа» является экзонимом из языка сесото со смыслом «язык сан»; происходит от общего названия языка «Baroa» (или «Barwa» в южном сесото). Сероа включают в группу къви (!Kwi) южнокойсанской семьи языков. Близок к языку цъхам.